# Valtazar Bogišić

Valtazar Bogišić

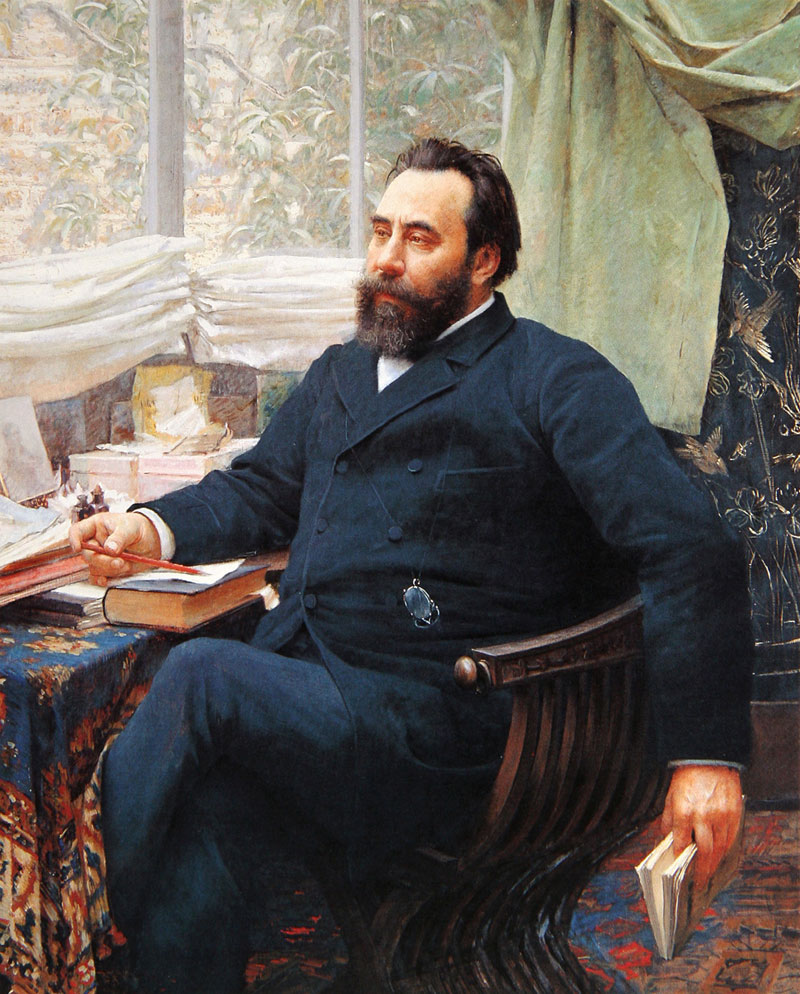
Valtazar Bogišić, Gemälde von Vlaho Bukovac, 1892

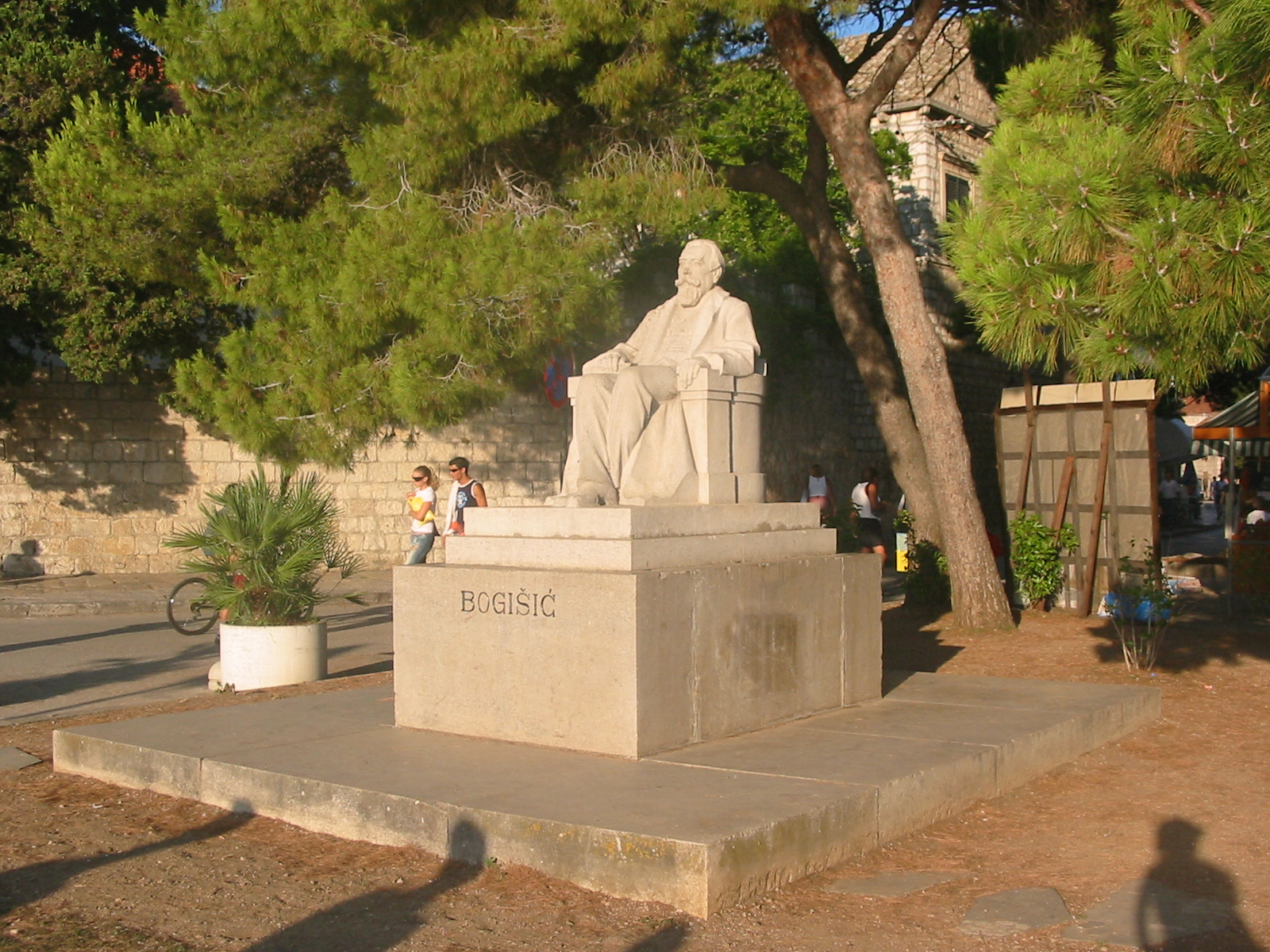
Grabmal

Valtazar Bogišić (auch Baltazar Bogišić; * 20. Dezember 1834 in Cavtat; † 24. April 1908 in Rijeka, Spitzname Baldo) war ein Jurist und Soziologe aus Dalmatien.
Bekannt wurde Bogišić vor allem durch die Erforschung des Gewohnheitsrechts. Er wird öfters als Vorgänger des Rechtssoziologen Eugen Ehrlich bezeichnet. Er gilt nach seinem umfangreichen Studium in Wien, Berlin, Paris, München, Heidelberg sowie Gießen als ein wichtiger Vertreter der Historischen Rechtsschule.

## Leben
Bogišić wurde am 20. Dezember 1834 in Cavtat unweit von Dubrovnik geboren.  Er entstammte einer angesehenen und wohlhabenden Familie, die im 18. Jahrhundert aus der Region Konavle zugezogen war. Nach der Elementarschule besuchte Bogišić in seiner Heimatstadt die private Seefahrtsschule des Kapitäns Kazilari. Gegen den Widerstand seines Vaters Vlaho, der seinen Sohn als Nachfolger im Familienunternehmen vorgesehen hatte, gelangte er unter Mitwirkung älterer Freunde wie Niko Velici Pucić, die seine Begabung erkannt hatten, zu höherer Bildung und eignete sich zahlreiche Sprachen an (Italienisch, Französisch, Deutsch, Russisch und weitere slawische Sprachen, Latein). Nach dem plötzlichen Tode des Vaters 1856 war der Weg frei, nach Venedig zu ziehen und dort am Gymnasium der Heiligen Katharina 1859 das Abitur zu erlangen. Unmittelbar im Anschluss folgte die Immatrikulation im Fach Rechtswissenschaften an der Universität Wien.
Das Studium wurde fortgesetzt an den Universitäten von Berlin, Paris, München, Heidelberg und Gießen, wo er zunächst 1962 mit der historischen Arbeit „Über die Ursachen der Niederlage des deutschen Heeres im Hussitischen Kriege“ die Doktorwürde der Philosophie erlangte, während ihm die Doktorwürde in Rechtswissenschaften und Politikwissenschaften 1865 in Wien zuerkannt wurde. Von 1863 bis 1868 war er Bibliothekar in der slawischen Abteilung der damaligen Hofbibliothek Wien, wozu ihn seine sprachwissenschaftlichen, kulturgeschichtlichen und historischen Studien qualifiziert hatten. 1867 wurde er als ordentliches Mitglied in die 1866 von Kaiser Franz Joseph I. neugegründete Südslawische Akademie in Zagreb aufgenommen.
Nach Tätigkeiten für das Kriegsministerium und als Schulrat und -Inspektor in Temeswar im heutigen Rumänien und Peterwaradein, heute ein Ortsteil von Novi Sad  in Serbien, sowie als Mitglied der Sachverständigenkommission für die Reorganisation des Schulwesens dieser Gebiete erhielt er im September 1869 den Ruf auf die ordentliche Professur der vergleichenden Rechtsgeschichte der slawischen Völker an der Kaiserlichen Kaiserlichen Universität Odessa, wo er allerdings nur von 1871 bis 1872 lehrte, weil er gegen Ende dieses Jahres von Zar Alexander II. (Russland) zum Rechtsbeirat der kaiserlichen Regierung ernannt und mit der Abfassung eines bürgerlichen Gesetzbuches für Montenegro beauftragt wurde, einer Arbeit, die ihn bis 1888 fast ausschließlich in Beschlag nahm und der er seit 1875 von Paris aus nachkahm. 1880 wurde er anlässlich der Lesung eines ersten Entwurfs zum wahren russischen Staatsrat ernannt. Am 25. März 1888 wurde das Allgemeine  Vermögensgesetzbuch für das Fürstentum Montenegro veröffentlicht und trat am 1. Juli desselben Jahres in Kraft. Nach Abschluss dieser umfangreichen Arbeit erstrebte und erlangte Bogišić 1890 die Versetzung in den Ruhestand, um sich ungestört seinen liegengebliebenen Forschungsarbeiten widmen zu können. 1893 gab er jedoch dem Drängen des Fürsten Nikolaus von Montenegro nach, das Justizministerium des Fürstentums Montenegro zu übernehmen, das er bis 1899 innehatte.
In dieser Zeit befasste er sich intensiv mit den Fragen der Anwendung des neuen Gesetzbuches und arbeitete seine Erfahrungen in eine zweite Auflage ein, die am 25. März 1898 in Kraft trat. 1899 kehrte Bogišić, nun aller Verpflichtungen ledig, seiner Studien wegen nach Paris zurück, wo er 1902 zum Präsidenten des Internationalen Instituts für Soziologie ernannt wurde. Am 24. April 1908 verstarb er plötzlich auf der Reise von Wien nach Cavtat in St. Veit am Flaum, dem heutigen Rijeka, und erhielt seine letzte Ruhestätte in seiner Geburtsstadt, wo auch ein Denkmal und in neuerer Zeit ein Museum errichtet wurden, in dem auch sein Nachlass und seine umfangreiche Bibliothek verwahrt werden.

## Wirken
Sein Hauptwerk ist das Allgemeine Vermögensgesetzbuch für das Fürstentum Montenegro aus dem Jahr 1888. Das Gesetzbuch ist als Kodifikation des Zivilrechts gedacht, umfasst jedoch das Familien- und Erbrecht nicht. Es steht in der Tradition der historischen Rechtsschule, wie sie in Deutschland etwa von Friedrich Carl von Savigny und Jakob Grimm begründet worden war, und zeichnet sich durch hohe Anerkennung des historisch gewachsenen Gewohnheitsrechts und der Gerechtigkeit als primärer Rechtsquelle aus. Bogišić war durchdrungen von dem Gedanken, dass das Recht aus Kultur, Sprache und lebendiger Rechtstradition der jeweiligen Rechtsgemeinschaft hervorgehen müsse, weil es nur dann deren spezifischen Bedürfnissen entspreche und Akzeptanz finden könne.
Damit wandte er sich ebenso gegen die Implementierung fremden Rechts wie gegen idealistische Rechtssysteme der Begriffsjurisprudenz. Ihm war auch wichtig, dass das Recht vom Volk verstanden werden könne, und er bemühte sich daher um eine Begriffsbildung aufgrund der gesprochenen südslawischen Volkssprache. Dem Interesse an der nationalen Kultur entsprachen seine Aktivitäten zur Sammlung von Volksliedern, Volksmärchen und Sprichwörtern sowie oraler Epik. Außer durch Forschung auf dem Gebiet des Rechts und der Rechtsethnologie, hat sich Bogišić daher auch große Verdienste um die Erfassung der serbischen und überhaupt südslawischen mündlichen Literatur erworben.

## Werke

### Monografien (Auswahl)
- Über die Ursachen der Niederlage des deutschen Heeres im Hussitischen Kriege, Gießen 1862.
- Slovenski muzeum, Novi Sad 1867.
- Pravni običaji u Slovena, Zagreb: Jugoslavenska akademija znanosti i umjetnosti, 1867. online
- Oб научной разработке Исторiи Славянского права, St. Petersburg 1870.
- Pisani zakoni na slovenskom jugu, Zagreb: Jugoslavenska akademija znanosti i umjetnosti, 1872. online
- Разборъ сочинения К.А. Попова "Россия и Сербия", St. Petersburg 1872.
- Zbornik sadašnjih pravnih običaja u južnih Slovena I, Građa u odgovorima iz različnih krajeva slovneskoga juga, Zagreb: Jugoslavenska akademija znanosti i umjetnosti, 1874.
- Narodne pjesme iz starijih, najčešće primorskih zapisa I, Belgrad: Srpsko učeno društvo, 1878. online
- Aperçu des travaux sur le droit coutumier en Russie, Paris 1879 (Nouvelle Revue historique de Droit français et étranger) = Osvrt na radnje o običajnom pravu u Rusiji, Belgrad 1879.
- De la forme de inokostina de la famille rurale chez les Serbes et les Croates, 1184 (Revue de droit international et de législation comparée) online= O obliku zvanom inokoština u seoskoj porodici Srba i Hrvata, Beograd 1884.
- Apropos du Code civil du Monténégro. Quelques mots sur les principes et la méthode adoptés por sa cofection, Paris 1886 = Povodom crnogorskog građanskog zakonika, Beograd 1888.
- Acta coniurationem Petri a Zrinio et Francisci de Frankopan nec non Francisci Nadasdy illustrantia, 1663–1671, Zagreb 1888.
- Tehnički termini u zakonodavstvu, Belgrad 1887.
- O porodici i nasljedstvu u pravnoj sistemi, Belgrad 1893.
- Le statut de Raguse, Paris 1894 (Nouvelle revue historique de droit français et étranger).
- Zbirka slovenskih inkunabula, Dubrovnik 1898.
- Uputstva za sabiranje pravnih običaja srpskog naroda, Belgrad 1900.
- Liber statorum civitatis Ragusii compositus anno 1272 (with Constantine Jireček), Zagreb 1904.
- Pravni običaji u Hercegovini, Crnoj Gori i Albaniji, Titograd: Crnogorska akademija nauka i umjetnosti 1984.

### Editionen
Opšti imovniski zakonik za knjaževinu Crnu Goru, erste offizielle Ausgabe 1888, zweite 1898, dritte 1913.

### Übersetzungen
- Codigo general de los bienes de Montenegro, Madrid 1891.
- Code général des biens pour la Pricnipauté de Monténégro de 1888, Paris 1898.
- Allgemeines Gesetzbuch über das Vermögen für das Fürstentum Montenegro, Berlin 1893.
- Codice civile generale pel Principato del Montenegro, Spalato 1900.
- Общий имущественный Законникъ для Княжество черногорского, St. Petersburg 1901.
- General Property Code for the Principalities of Montenegro, Podgorica 2006.

### Sammelausgaben
- Pravne rasprave i članci, Bd. 1, Belgrad 1927.
- Izabrana dela i opšti imovinski zakonik, Belgrad 1986.
- Izabrana djela, Bd. I-VIII, Belgrad/Podgorica 1999.
- Izabrana djela, Bd. 1–4, Belgrad/Podgorica 2004.

### Redigierte Korrespondenz (Auswahl)
- Valtazar Bogišić i Franjo Rački - Prepiska, Zbornik za istoriju, jezik i književnost srpskog naroda XXV, 1960.
- Prepiska Stojana Novakovića i Valtazara Bogišića 1842-1915, Zbornik za istoriju, jezik i književnost srpskog naroda XXVIII, 1968.